# マツダ・Z型エンジン

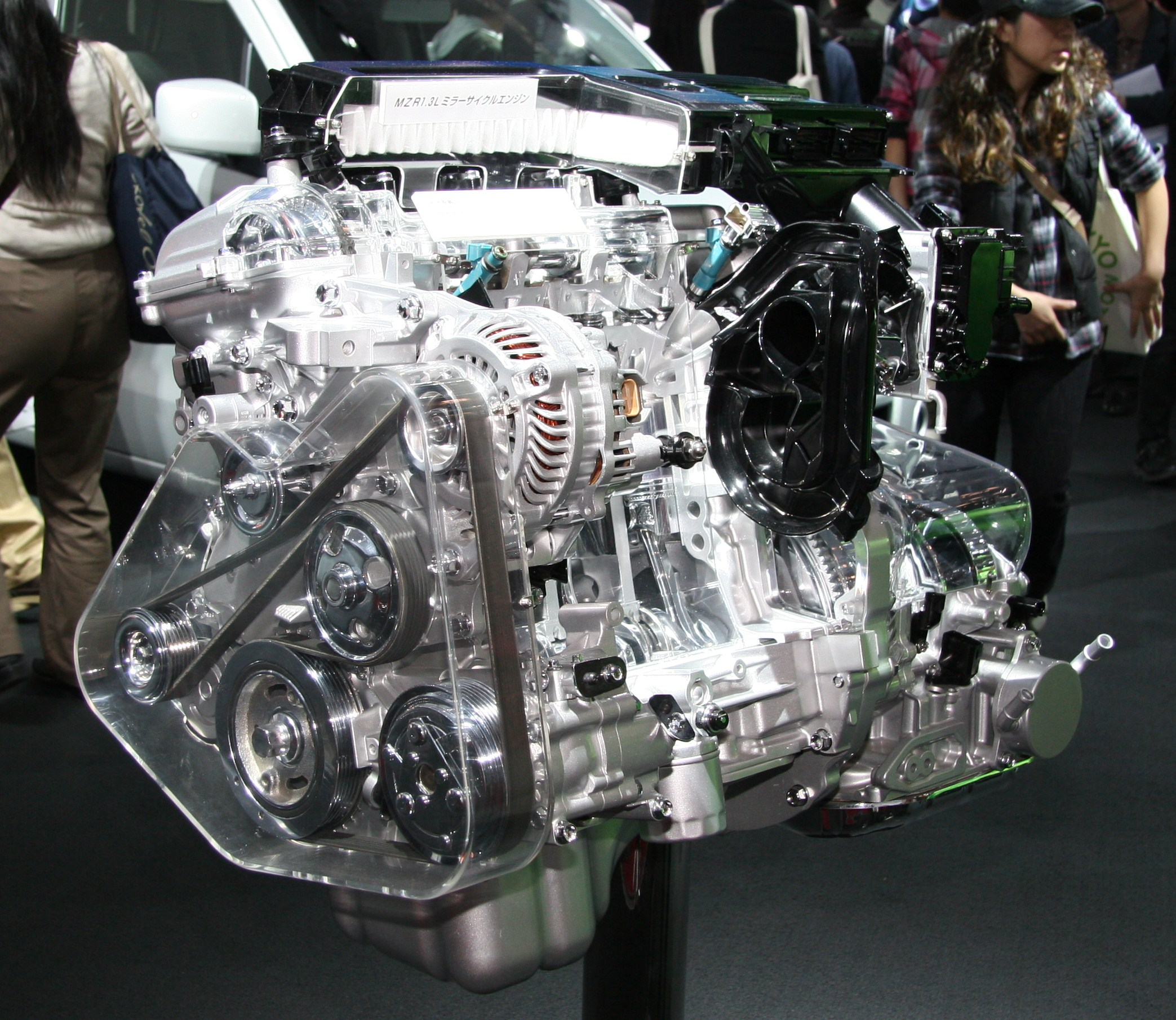
ZJ-VEM

マツダ・Z型エンジン（マツダ・Zがたエンジン）は、マツダによって製造されていた直列4気筒ガソリンエンジンである。

## 概要
B型エンジンの後継として、1994年にZ5-DEがファミリアネオに搭載されてデビューした。当初はB型エンジンをベースにした設計も見られたが、2000年代に入って登場したZJ-VEとZY-VE以降はほとんど共通点がなくなっている。ZJ-VE(M)、ZY-VE、Z6-VEは、L型エンジンと共にMZRエンジンを構成するエンジン系列のひとつでもある。
SOHCも存在したB型エンジンに対し、全てDOHC16バルブとなっている。Z5-DE、ZM-DE、ZL-DE、ZL-VEは鋳鉄製のシリンダーブロックを持ち、タイミングベルトでカムシャフトを駆動する。ZJ-VE、ZJ-VEM、ZY-VE、Z6-VEはアルミニウムダイカスト製のシリンダーブロックで、タイミングチェーンを使用する。シリンダーヘッドは全タイプアルミニウムダイカスト製である。
現在は、後継となるマツダ・SKYACTIV-Gエンジンに切り替わっており、生産を終了している。

## 型式

### Z5-DE
- 種類：DOHC 16バルブ EGI
- 排気量：1,489cc
- 内径×行程：75.3×83.6 (mm)
- 圧縮比：9.4
- 参考出力：97ps(71kW)/5,500rpm（BHALS型 ファミリアネオ）
- 参考トルク：13.5kg・m(132.4N・m)/4,000rpm（BHALS型 ファミリアネオ）
- 主な搭載車種（車両型式）
  - ファミリアネオ（BHALS）

Z型エンジン最初のモデルである。B型エンジンの構造をベースに設計された。

### ZL-DE
- 種類：DOHC 16バルブ EGI
- 排気量：1,498cc
- 内径×行程：78.0×78.4 (mm)
- 圧縮比：9.0
- 参考出力：110ps(81kW)/6,000rpm（BJ5W型 ファミリア）
- 参考トルク：14.0kg・m(137.3N・m)/4,000rpm
- 主な搭載車種（車両型式）
  - ファミリア（BJ5W/BJ5P）

### ZL-VE
- 種類：DOHC 16バルブ EGI S-VT
- 排気量：1,498cc
- 内径×行程：78.0×78.4 (mm)
- 圧縮比：9.4
- 参考出力：130ps(96kW)/7,000rpm（BJ5W型 ファミリア）
- 参考トルク：14.4kg・m(141N・m)/4,000rpm
- 主な搭載車種（車両型式）
  - ファミリア（BJ5W/BJ5P）

ZL-DEをベースに、可変バルブタイミング機構（S-VT）を搭載し高出力化したモデル。

### ZM-DE
- 種類：DOHC 16バルブ EGI
- 排気量：1,598 cc
- 内径×行程：78.0×83.6 (mm)
- 参考出力：106ps(78kW)

輸出仕様の9代目ファミリアに搭載されたモデル。

### ZJ-VE
- 種類：DOHC 16バルブ EGI S-VT
- 排気量：1,348cc
- 内径×行程：74.0×78.4 (mm)
- 圧縮比：10.0
- 参考出力：91ps(67kW)/6,000rpm（DE3FS型 デミオ）
- 参考トルク：12.6kg・m(124N・m)/3,500rpm
- 主な搭載車種（車両型式）
  - デミオ（DY3W/DY3R/DE3FS/DE3AS）

「MZR 1.3」として開発された。等長ロングインテークマニホールドや吸気側の可変バルブタイミング機構（S-VT）などが採用されている。コンパクトカーへの搭載を考慮し、インテークマニホールド・エアクリーナー・ECUなどを一体化したモジュール設計となっている。

### ZJ-VEM
- 種類：DOHC 16バルブ EGI ミラーサイクル S-VT
- 排気量：1,348cc
- 内径×行程：74.0×78.4 (mm)
- 圧縮比：11.0
- 参考出力：90ps(66kW)/6,000rpm（DEJFS型 デミオ）
- 参考トルク：12.2kg・m(120N・m)/4,000rpm
- 主な搭載車種（車両型式）
  - デミオ（DE3FS）

ZJ-VEのミラーサイクル仕様。圧縮比が10.0から11.0まで高められている。ユーノス800で培ったミラーサイクルの技術を生かしつつ、ミラーサイクル化によるトルクの低下は、ユーノス800のように過給機を装着するのではなく、S-VTとCVTの採用で補っている。燃費は10・15モードで23.0km/Lを達成した。

### ZY-VE

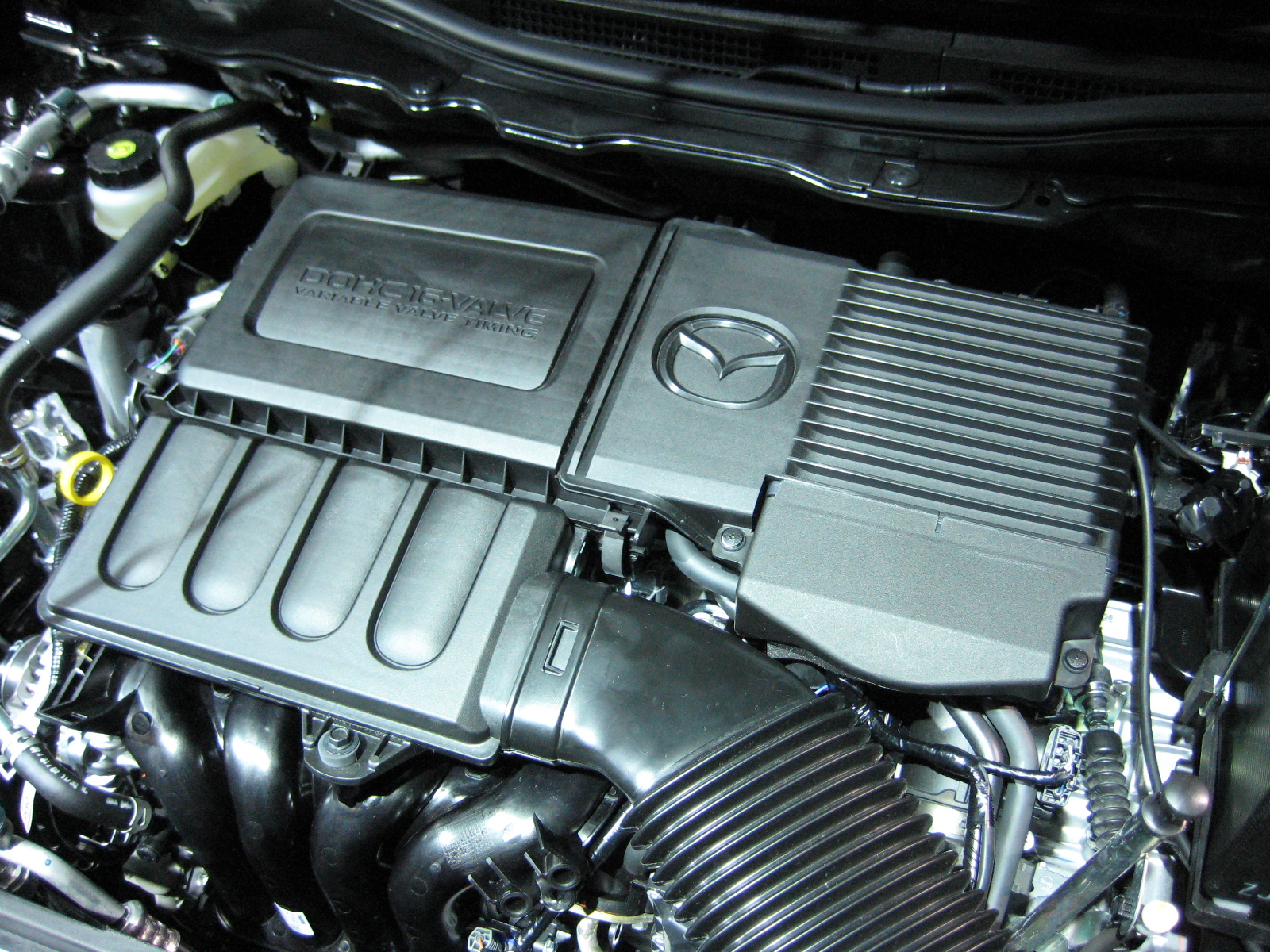
ZY-VE

- 種類：DOHC 16バルブ EGI S-VT
- 排気量：1,498cc
- 内径×行程：78.0mm×78.4 (mm)
- 圧縮比：10.0
- 参考出力：113ps(83kW)/6,000rpm（DE5FS型 デミオ）
- 参考トルク：14.3kg・m(140N・m)/4,000rpm
- 主な搭載車種（車両型式）
  - デミオ（DY5W/DY5R/DE5FS）
  - ベリーサ（DC5W/DC5R）
  - アクセラ（BL5FP/BL5FW）

「MZR 1.5」として開発された。ZJ-VEと同様に、等長ロングインテークマニホールドや吸気側の可変バルブタイミング機構（S-VT）などが採用され、インテークマニホールド・エアクリーナー・ECUなどを一体化したモジュール設計となっている。

### Z6-VE
- 種類：DOHC 16バルブ EGI S-VT
- 排気量：1,598cc
- 参考出力：105ps(77kW)/6,000rpm（BM6FJ アクセラ教習車）
- 参考トルク：14.6kg・m(143N・m)/4,000rpm（BM6FJ アクセラ教習車）
- 主な搭載車種（車両型式）
  - アクセラ（教習車仕様、BL6FJ/BM6FJ）

ZJ-VE(M)、ZY-VEと共にMZRエンジンを構成する。日本国内ではアクセラの教習車仕様にのみ搭載された。